# گورنگا کووییاچا
گورنگا کووییاچا (به صربی: Gornja Koviljača) یک روستا در صربستان است که در لوزنیسا واقع شده‌است. گورنگا کووییاچا ۵۸۵ نفر جمعیت دارد.